# McG
Joseph "McG" McGinty Nichol (Kalamazoo, 9 augustus 1968) is een Amerikaanse filmproducent en -regisseur.
Nadat McG een psychologie-opleiding volgde aan de Universiteit van Californië - Irvine begon hij als fotograaf in de muziekwereld. Hij fotografeerde voornamelijk lokale bands en musici met wie hij bevriend was. Op die manier rolde hij dieper de muziekwereld in en mocht hij meerdere muziekvideo's regisseren.
In 2000 regisseerde McG zijn eerste grote film, de filmversie van Charlie's Angels met Cameron Diaz en Drew Barrymore. Drie jaar later mocht hij ook het vervolg Charlie's Angels: Full Throttle regisseren, waarvoor hij een budget kreeg van circa 120 miljoen dollar. In 2006 regisseerde hij de sportdramafilm We Are Marshall. In 2009 bracht hij de blockbuster Terminator Salvation uit, met Christian Bale, Sam Worthington en Helena Bonham Carter.
Als producent is McG vooral actief in de televisiewereld. Hij was uitvoerend producent voor meerdere afleveringen van de tv-series The O.C., Supernatural en Chuck. In 2007 was hij de uitvoerend producent van het programma The Pussycat Dolls Present: The Search for the Next Doll.